# The Last Blade
The Last Blade é um Jogo eletrônico de luta em 2D, lançado pela desenvolvedora de jogos eletrônicos japonesa SNK em 1997 para arcade e, posteriormente, relançado para versões caseiras do console Neo Geo, bem como para o Dreamcast e o PlayStation 2. Juntamente com The King of Fighters, Fatal Fury e Samurai Shodown, The Last Blade foi considerado pela crítica uma das séries de mais destaque da SNK.[carece de fontes?] Em 1998, foi lançada uma sequência para os arcades, também posteriormente relançada em consoles caseiros, intitulada The Last Blade 2.

## História
Durante o período da história japonesa conhecido como Bakumatsu, Shinnosuke Kagami, cansado de não ver nenhum oponente a sua altura, decide abrir o Portão do Inferno para que ele pudesse ter o sublime poder sobre a Terra. Porém a historia começa antes disso.
Kaede era um jovem feliz que vivia a treinar com seu mestre e pai adotivo Gaisei e seus dois irmãos adotivos: Minakata Moriya e Yuki. Certa tarde Kaede e Yuki decidem treinar, ao voltar encontram seu mestre morto ao chão com Moriya ao lado sem dizer nada, logo Kaede parte para cima de Moriya e lhe desfere um soco no rosto, porem Moriya se levantava e sai de lá sem dizer nada. Anos depois, Kaede (agora com seus 17 anos) e Yuki (com seus 18 anos), partem em busca de respostas acerca do assassinato de seu mestre. Em sua jornada Kaede descobre que é a reencarnação do Deus Seiryu, o Dragão Azul do Trovão. Juntamente com as outras reencarnações de deuses: Genbu no Okina, que representa Genbu a Tartaruga Negra da Terra, Naoe Shigen, que representa Byakku o Tigre Branco do Vento, e Shinnosuke Kagami, que representava a Suzaku a Fênix Vermelha do Fogo.
Yuki e Kaede descobrem que o verdadeiro assassino de seu mestre era Kagami e não Moriya. Após enfrentar e derrotar o Demônio das espadas Akatsuki Musashi, que havia chegado à terra através do portão aberto por Kagami, Kaede manifesta seu verdadeiro poder e a força de Seiryu no confronto contra Kagami. Kaede derrota Kagami, porém o Portão do Inferno permanece aberto.

## Personagens
- Kaede
- Moriya Minakata
- Yuki (The Last Blade)|Yuki
- Genbu no Okina
- Hyo Amano
- Akari Ichijou
- Juzoh Kanzaki
- Keiichiro Washizuka
- Lee Rekka
- Shikyoh
- Zantetsu
- Shigen Naoe
- Akatsuki Musashi (sub-chefe)
- Shinnosuke Kagami (chefe)